# Тіосульфатна кислота

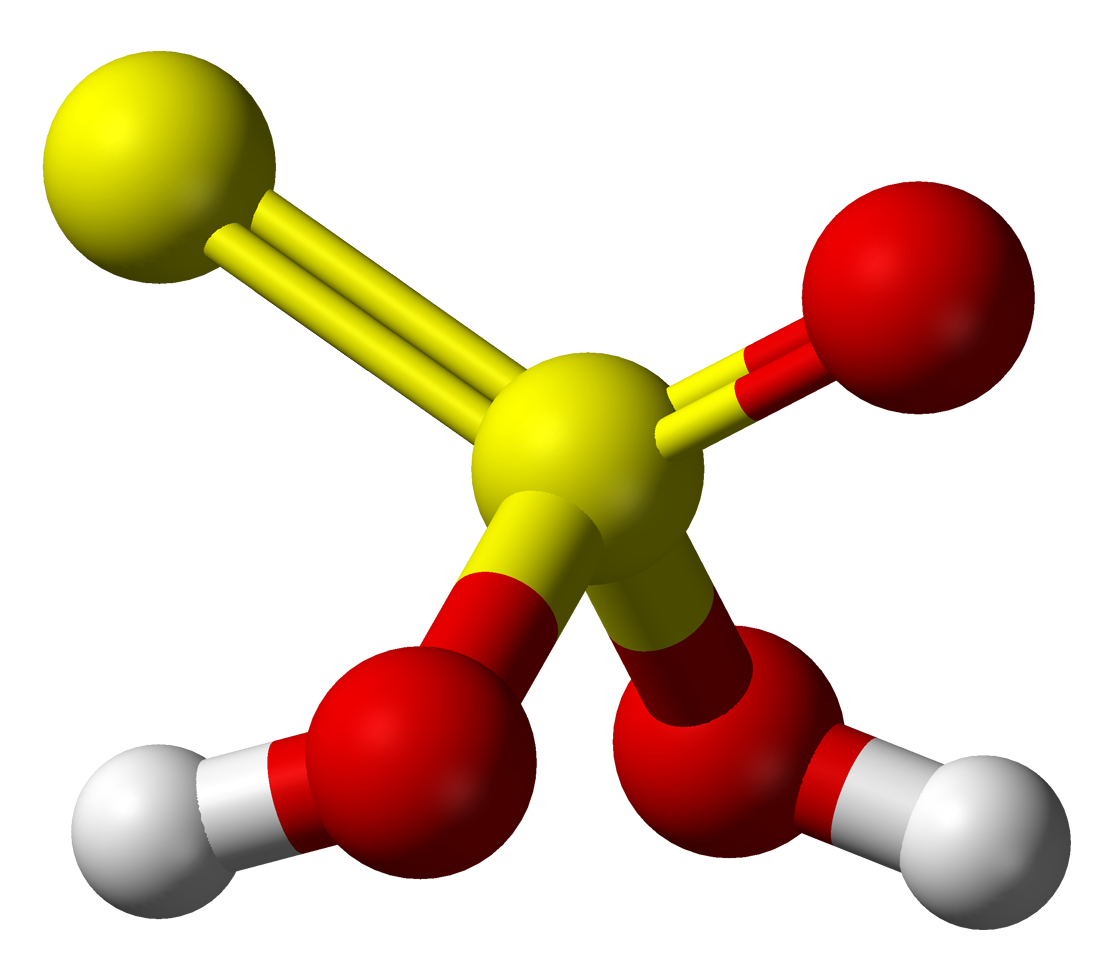
Кулько-стержнева модель тіосульфатної кислоти

Тіосульфатна кислота — нетривка двохосновна кислота з формулою H2S2O3. Виявляє відновні властивості. Розкладається вже за кімнатної температури, тому в чистому вигляді не отримана. Утворює солі — неорганічні тіосульфати.

## Фізичні властивості
Густа безбарвна рідина. За температури, вищої за -78 °C, розкладається. При низьких температурах залишається рідиною.

## Хімічні властивості
Розкладається на тритіонову й сульфідну кислоти за температури, вищої за -78°C:
{\displaystyle {\ce {2H_{2}S_{2}O_{3}->[{t>-78}]H_{2}S_{3}O_{6}{+}H_{2}S}}}
У присутності сульфатної кислоти миттєво розкладається:
{\displaystyle {\ce {H_{2}S_{2}O_{3}->[{H_{2}SO_{4}}]SO_{2}{+}S{+}H_{2}O}}}
Взаємодіє з лугами:
{\displaystyle {\ce {H_2S_2O_3 {+}2NaOH -> Na_2S_2O_3 {+}2H_2O}}}
Взаємодіє з галогенами:
{\displaystyle {\ce {H_2S_2O_3 {+}4Br_2 {+}5H_2O -> 2H_2SO_4 {+}8HBr}}}
Утворює естери — органічні тіосульфати, загальне позначення яких — R2S2O3, де R — органічний радикал